# Relaciones Bielorrusia-Unión Europea
Las relaciones entre Bielorrusia y la Unión Europea (UE) mutuas fueron inicialmente establecidas después de que la Unión Europea reconociera la independencia de Bielorrusia en 1991. Después de la llegada al poder de Aleksandr Lukashenko en 1994 las relaciones entre Minsk (capital de Bielorrusia) y Bruselas (capital de la UE) se deterioraron, pasando posteriormente por altibajos hasta la crisis migratoria de 2021-2022.
Algunos empresarios bielorrusos destacados se convirtieron en cónsules honorarios de los países de la Unión Europea en Bielorrusia. Por ejemplo, Pavel Topuzidis representa a Grecia y Rumania en esta capacidad, mientras que Alexey Sychev fue el cónsul honorario de Eslovaquia.

## Marco jurídico

Mapa en donde se ve el posicionamiento de los países Europeos en base de una posible adhesión a la Unión Europea

Aunque la UE y Bielorrusia firmaron un Acuerdo de Asociación en 1995, que estaba destinado a regir la política y las relaciones económicas, la UE no lo ratificó. Además la UE excluyó a Bielorrusia de su Política de Vecindad, que fue originalmente creada para crear un «anillo de amigos» en la proximidad geográfica de la UE. Bruselas justificó esta exclusión como una respuesta directa a la creación de un régimen autoritario bajo el presidente Aleksandr Lukashenko. Sin embargo, las relaciones comerciales de la UE y Bielorrusia siguen siendo cubiertas por el Sistema de Preferencias Generalizadas (SPG) y por el de la «nación favorita», dispuestas en el Acuerdo de 1989 entre la Unión Europea y la Unión Soviética. Bielorrusia es uno de los pocos países de Europa que no ha solicitado ingresar en la Unión Europea. Del mismo modo, la UE no se lo ha ofrecido.

## Historia
Tras la independencia del país y el inicio del gobierno de Aleksandr Lukashenko en 1994, las relaciones se mantuvieron distantes, principalmente dado el fuerte vínculo existente entre Minsk y Moscú. Para octubre de 2008 comenzó un tibio acercamiento con una mejoría entre las relaciones de ambas entidades.

### Crisis migratoria del 2021
La crisis fronteriza entre Bielorrusia y la Unión Europea del 2021 fue una crisis migratoria que consiste en la afluencia de varias decenas de miles de migrantes, principalmente de Irak y África, a Lituania, Letonia y Polonia a través de las fronteras de esos países con Bielorrusia. La crisis fue provocada por el severo deterioro de las relaciones entre Bielorrusia y la Unión Europea (UE), tras las elecciones presidenciales de Bielorrusia de 2020, las protestas en Bielorrusia de 2020-2021 , el incidente del vuelo 4978 de Ryanair y el intento de repatriación forzosa de Krystsina Tsimanouskaya.
La crisis comenzó a principios del verano de 2021, cuando el presidente bielorruso, Alexander Lukashenko, amenazó con introducir traficantes de personas, narcotraficantes y migrantes armados en Europa.[cita requerida] Más tarde, las autoridades bielorrusas y las empresas turísticas controladas por el estado, junto con algunas aerolíneas que operan en el Oriente Medio, comenzaron a promover viajes a Bielorrusia aumentando el número de conexiones desde el Oriente Medio y otorgando visas a quienes las compraron, aparentemente con fines de caza.[cita requerida] Los grupos de redes sociales también ofrecían consejos fraudulentos sobre las reglas para cruzar la frontera a los posibles migrantes,[cita requerida] la mayoría de los cuales intentaban ir a Alemania. A los que llegaron a Bielorrusia se les dieron instrucciones sobre cómo y dónde traspasar la frontera de la Unión Europea y qué decirles a los guardias fronterizos del otro lado, y a menudo los guardias los guiaron hasta la frontera. Sin embargo, los que no lograron cruzarla a menudo se vieron obligados a permanecer en la frontera. Las autoridades bielorrusas no aceptaron la ayuda humanitaria enviada desde Polonia y han sido acusadas de agredir a algunos migrantes que no pudieron cruzar.[cita requerida]

### Participación de Bielorrusia en la invasión rusa de Ucrania en 2022
Bielorrusia, un aliado cercano de Rusia y fronterizo con Ucrania, ha apoyado a su vecino del este en la invasión rusa de Ucrania en 2022. Antes del comienzo de la ofensiva, Bielorrusia permitió que las Fuerzas Armadas rusas realizaran ejercicios militares de semanas en su territorio, sin embargo, las tropas rusas no abandonaron el país después de que se suponía que debían terminar. Bielorrusia permitió que Rusia realizara parte de la invasión desde su territorio, dándole a Rusia la ruta terrestre más corta posible a la capital de Ucrania, Kiev.

## Fronteras
La frontera entre Bielorrusia y Letonia tiene una longitud de 172,912 km. Abarca  desde el triple punto con Lituania al triple punto con Rusia.
La frontera actual entre las repúblicas de Bielorrusia (miembro de la CEI) y Letonia (miembro de la UE) se estableció después de la disolución de la Unión Soviética y se confirmó mediante un acuerdo del 21 de febrero de 1994 sobre el establecimiento de la frontera, finalizado el 10 de abril de 2013 en el acuerdo sobre el funcionamiento de la misma.
La frontera entre Bielorrusia y Lituania es una frontera internacional de casi 679 km de longitud entre la República de Bielorrusia (miembro de la CEI) y la República de Lituania (miembro de la UE) y también sirve como frontera exterior de la Unión Europea y la frontera oriental de Comunidad de Estados Independientes. La frontera está definida por el tratado del 6 de febrero de 1995 entre los dos países. La demarcación de tierra de la frontera se completó en 2007.
380 km de la frontera está en tierra, mientras que 299 están en el agua, cruzando lagos, por ejemplo el lago Drūkšiai y siguiendo algunos ríos, por ejemplo el Dysna y el Niemen. La frontera se basa en la frontera entre la RSS de Lituania y la RSS de Bielorrusia dentro de la Unión Soviética, que se mantuvo prácticamente estable desde 1940.

### El corredor de Suwałki
El corredor de Suwalki es una franja de territorio de 96 kilómetros en la frontera actual entre Lituania y Polonia. Toma el nombre de la cercana ciudad polaca de Suwalki. Su situación es estratégica por ser la única vía de comunicación terrestre entre los países bálticos y el resto de la Unión Europea y de la OTAN. Hacia el oeste se encuentra el exclave ruso de Kaliningrado y hacia el este Bielorrusia.

## Relaciones entre Bielorrusia y Polonia
La República de Bielorrusia y la República de Polonia establecieron relaciones diplomáticas el 2 de marzo de 1992. Polonia fue uno de los primeros países en reconocer la independencia de Bielorrusia. Los dos países comparten frontera y tienen una larga historia en común, al haber formado parte de la Mancomunidad Polaco-Lituana y posteriormente del Imperio ruso. Se incorporaron a la ONU en octubre de 1945 como miembros originales.